# チャールズ・キングズリー
チャールズ・キングズリー（英: Charles Kingsley, 1819年6月12日 - 1875年1月23日）は、英国国教会の司祭、大学教授、改革論者、歴史家、小説家。キングズリーは特にキリスト教社会主義、ザ・ワーキング・メンズ大学、それから取り組みとしては失敗したものの後の進歩主義時代 (アメリカ合衆国)の労働改革に影響を及ぼす労働者協同組合に深く関わる。特派員・学者チャールズ・ダーウィンの友人で同僚である。作家、探検家のメアリー・キングスリーの叔父でもある。

## 人生と文学
Holne（デボン州）で牧師チャールズ・キングズリーと彼の妻メアリー・ルーカス・キングズリーの長男として生まれる。弟ヘンリーも小説家になった。
幼年期はクロヴェリー（デボン州）とバルナック（ノーサンプトンシャー州）で過ごした。教育を受けたのはヘルストン・グラマー・スクール。ロンドン大学キングスカレッジ、ケンブリッジ大学で学んだ。ケンブリッジのモードリン・カレッジに1838年入学、1842年卒業。
教会の聖職に就くことにした。1844年からEversley（ハンプシャー州）の司祭になった。
キリスト教社会主義の運動に共感したキングズリーは、しばしばロンドンに出てきては、運動の宣伝活動を積極的に行い、彼の扇動者的な性格も幸いして、この運動の普及に大きく貢献した。
1859年、ヴィクトリア女王から牧師に任命された。1860年、ケンブリッジ大学の近代史教授になった。1861年に家庭教師になった相手は当時のプリンス・オブ・ウェールズだった。1869年にケンブリッジの教授職を辞任し、1870年から1873年にチェスター大聖堂の聖堂参事会員だった。
このころ、グローバナー博物館とともに、自然科学、文学、芸術のためのチェスター協会を設立した。1872年にミッドランド研究所の第19代所長になった。1873年にウェストミンスター寺院の聖堂参事会員になった。
キングズリーは1866年にエドワード・エア国防委員会に、トーマス・カーライル、ジョン・ラスキン、チャールズ・ディケンズ、アルフレッド・テニスンらといっしょに入った。彼は、ジャマイカ総督エドワード・エアの「モラント・ベイの反乱」に対する残虐な弾圧を支持した。キングズリーは、トーマス・ハクスリーから、1860年から1863年に不可知論に関する手紙を受け取っていた。
キングズリーは、1875年に死亡し、セントメアリー教会の墓地に埋葬された。娘の一人メアリー・セントレガー・キングズリーは「ルーカス・マレット」のペンネームを使った小説家だった。1877年に彼の未亡人は伝記『チャールズ・キングズリー、彼の手紙や彼の人生の思い出』を出版。

## 作品
- 酵母（小説、1848年）
- 聖人の悲劇（戯曲）
- アルトンロック（小説、1849年）
- 二十五の村での説教（1849年）
- 安い服と淫乱（1850年）
- フェートンまたはルース：思想家のための想い（1852年）
- 主題に関する説教（第1シリーズ、1852年）
- ヒュパティア（小説、1853年）
- グラウコスまたはショアの不思議（1855年）
- 主題に関する説教（1854年）
- アレクサンドリアと彼女の学校（1854年）
- ホー！（小説、1855年）
- 時代の説教（1855年）
- 英雄：ギリシャのおとぎ話（1856年）
- 二年前（小説、1857年）
- アンドロメダやその他の詩（1858年）
- 神の福音：説教（1859年）
- 文集（1859年）
- 正確な科学の限界（教授就任講義、1860年）
- タウン＆カントリー説教（1861年）
- 五つの説教（1863年）
- 水の子どもたち（1863年）
- ローマンとチュートン（1864年）
- デビッド：説教（1866年）
- 英語の最後（ロンドン：マクミラン、1866年）
- 旧体制（王立研究所での講演、1867年）
- 生命と説教（1867年）
- ハーミッツ（1869年）
- マダム：女性はなぜ（1869年）
- 西インド諸島のクリスマス（1871年）
- 地質（1872年）
- 規律と説教（1872年）
- 散文（1873年）
- 演劇とピューリタン（1873年）
- 健康と教育（1874年）
- ウェストミンスターでの説教（1874年）
- アメリカでの講義（1875年）